# Socchabamba Centro
Centro de Socchabamba es un caserío peruano ubicado en el distrito de Ayabaca, perteneciente a la provincia homónima del departamento de Piura, al norte del Perú. El poblado cuenta con un centro de atención primaria.

## Ubicación
Centro de Socchabamba se ubica al noreste de la provincia de Ayabaca, en el distrito de Ayabaca, en el departamento de Piura. El caserío se ubica sobre la Ruta nacional PE-3N, 12 km al oeste de la intersección con Sochabamba. Más al oeste sobre la 3N, a aproximadamente 8 km se ubica el caserío El Progreso de Sochabamba.

## Demografía
En 2017 Centro de Socchabamba tenía una población de 124 habitantes.
| Gráfica de evolución demográfica de Socchabamba Centro entre 1993 y 2017                   |
|                                                                                            |
| Fuentes: Población 1993 (junto con Pampas de Socchabamba y Progreso de Socchabamba) y 2017 |